# Melanzane a funghetto

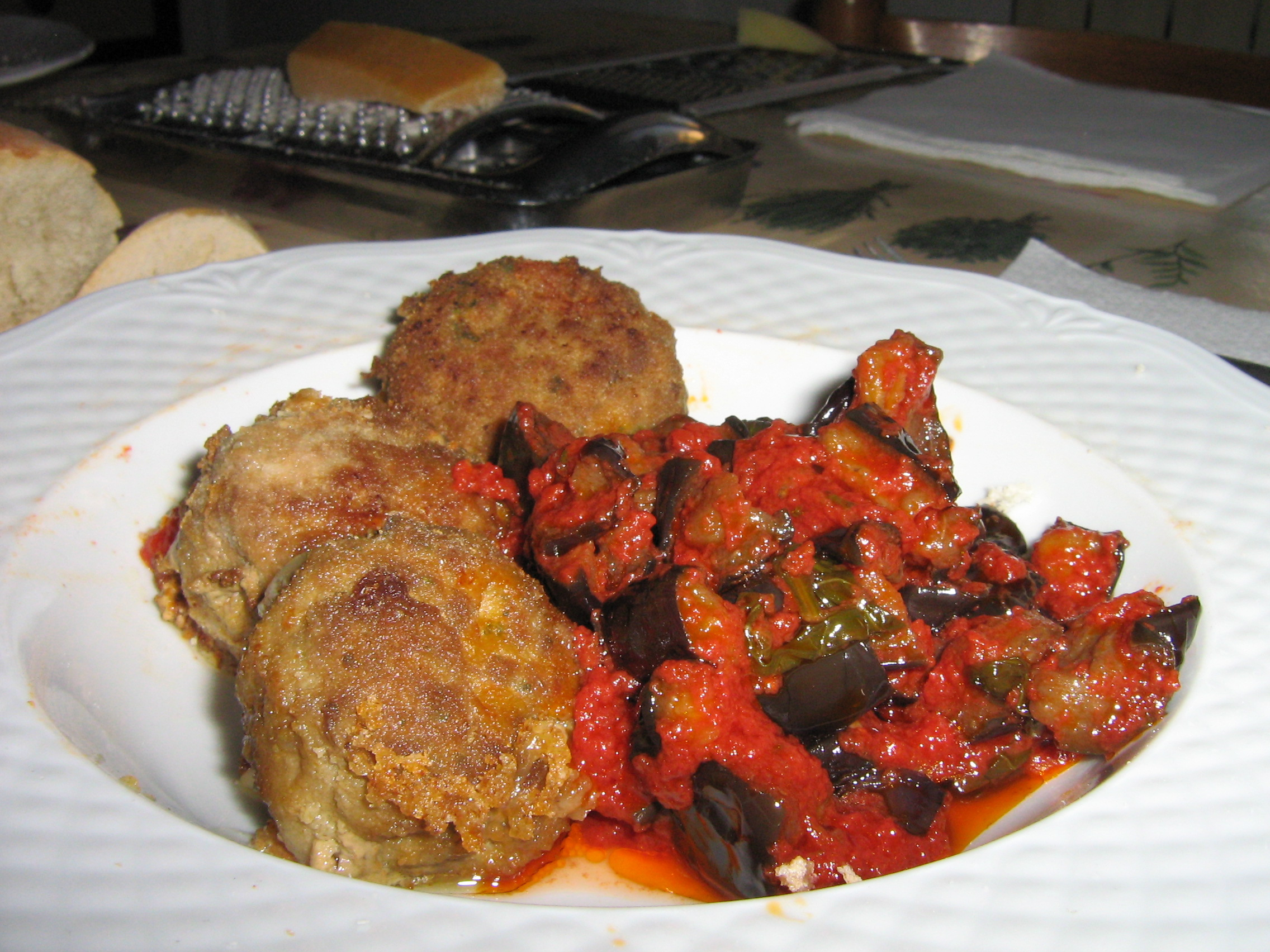
Un piatto di polpette accompagnato da melanzane a funghetti

Le melanzane a funghetto (mulignane a fungetiello in napoletano ) sono un contorno tipico della cucina campana.

## Descrizione
Si preparano in due varianti, con e senza pomodoro, cuocendo le melanzane a tocchetti in tegame con aglio e olio.
Il nome deriva dalla forma dei tocchetti di melanzane che ricordano dei piccoli funghi.